# Eurysthenes (Sparta)
Eurysthenes (altgriechisch Εὐρυσθένης Eurysthénēs), der Sohn des Aristodemos und der Argeia, der Tochter des Autesion, war ein mythischer König von Sparta. Er galt zusammen mit seinem Zwillingsbruder Prokles als Begründer des spartanischen Staats und erster König der Agiaden.
Als sich die Herakliden auf die Eroberung des Peloponnes vorbereiteten, wurde Aristodemos vom Blitz erschlagen. Da Eurysthenes und Prokles noch zu jung waren, wurde Theras, der Bruder ihrer Mutter Argeia, zu ihrem Vormund bestimmt. Nach der Eroberung wurde das Land durch das Los aufgeteilt. So fiel an die Zwillingsbrüder Lakonien. Temenos erhielt Argos und Kresphontes Messenien.
Nun sollte der ältere von beiden zum König gekrönt werden. Da sie sich sehr ähnlich waren, konnte selbst Argeia das Problem nicht lösen. Deshalb fragte man in Delphi um Rat. Die Pythia riet beide zum König zu ernennen, doch der ältere sollte der mächtigere sein.
Um letztlich zu entscheiden, wer der ältere war, schlug der Messenier Panites vor, man solle heimlich die Mutter beobachten, ob sie eines der Kinder beim Waschen und Füttern bevorzuge. So wurde ermittelt, dass Eurysthenes der ältere ist. Die Macht wurde auf beide verteilt, doch galten Eurysthenes und seine Nachkommen, die sogenannten Agiaden, als die mächtigeren. Hiernach waren die beiden Brüder für immer verfeindet.
Als sie alt genug waren, übernahmen sie die Herrschaft von ihrem Vormund. Theras begab sich nach Santorin und gründete dort mit Hilfe von Eurysthenes und Prokles sein eigenes Reich. Nach Eurysthenes’ Tod wurde sein Sohn Agis König von Sparta.
Hieronymus nennt ihn Eurystheus und lässt ihn 42 Jahre regieren.